# 행복의 나라로 (영화)
행복의 나라로(Heaven: To the Land of Happiness)는 한국에서 제작된 임상수 감독의 2019년 드라마 영화이다. 최민식 등이 주연으로 출연하였다.

## 출연

### 주연
- 최민식
- 박해일

### 조연
- 조한철
- 임성재
- 이엘
- 윤제문
- 정민성
- 노수산나
- 이재인
- 윤여정
- 김여진